# Sâniob
Sâniob (węg. Szentjobb) – wieś w Rumunii, w okręgu Bihor, w gminie Sâniob. W 2011 roku liczyła 1391 mieszkańców.